# 刘永 (花样滑冰运动员)
刘永（2004年5月27日—），韩国花样滑冰运动员，2020年冬季青奥会女子单人滑金牌得主、2020年四大洲锦标赛女子单人滑銀牌得主、四次大奖赛铜牌得主。

## 外部連結
- 刘永的Instagram帳戶